# Peter Milano
Peter John Milano (n. 22 decembrie 1925 – d. 21 aprilie 2012) este un mafiot din Los Angeles care a fost șeful de facto al familiei din Los Angeles din 1979 până în 1984. Din 1984 a devenit șeful oficial al familiei. În prezent, Milano deține compania Rome Vending.